# Дедевшины
Дедевшины — древний русский дворянский род.
Предок их, Киприан Иванович Дедевшин, сын боярский, подписался (1563) на поручной записи по боярине князе И. Д. Бельском. Киприан Дмитриевич Дедевшин за участие в войне с Польшей пожалован вотчинами в 1670 году. Его потомство внесено в VI часть Дворянской родословной книги Вологодской губернии.
Потомство его брата Ивана — в VI часть Дворянской родословной книги Костромской губернии.
Есть ещё род Дедевшиных нового происхождения.

## История рода
Киприян, Григорий, Роман и Иван Ивановичи служили в половине XVI века по Костроме. Иван Фёдорович подписался послухом в духовной грамоте (1544). Григорий и Иван Дедевшины владели вотчинами в Коломенском уезде (1577). Андрей Иванович состоял при посольстве в Польшу (1583—1607). Григорий Яковлевич вёрстан новичным окладом по Ржеве-Володимеровой (1596).
Дедевшин Киприан Дмитриевич — воевода в Велиже (1656), его потомство внесено в родословные книги Вологодской и Костромской губерний.
Одна из ветвей рода сидела в Угличском уезде, где владели поместьями.
Трое представителей рода владели населёнными имениями (1699).

## Описание герба
Щит разделён двумя диагональными от верхних углов к середине, и одною перпендикулярною к подошве щита чертами, на три части, из коих в верхнем серебряном поле изображена летящая птица, у коей в лапах венок и труба. В правом золотом поле видна выходящая из облаков рука, имеющая молнию и громовые стрелы; в левом красном поле находится серебряная крепость.
Щит увенчан дворянскими шлемом и короною со страусовыми перьями. Намёт на щите красный, подложенный золотом. Щитодержатели: два воина в серебряных латах, с обнажёнными мечами. Герб рода Дедевшиных внесён в Часть 8 Общего гербовника дворянских родов Всероссийской империи, стр. 102.

## Известные представители
- Дедевшин Никита Андреевич — за службу получил придачу к окладу (1613).
- Дедевшин Антон — владел поместьем в Пошехонском уезде (1629).
- Дедевшин Алексей Киприянович — московский дворянин (1692).
- Дедевшин Кузьма Киприянович — московский дворянин (1692).
- Дедевшин Яков Андреевич — московский дворянин (1692), стольник (1694)[2][1].